# シンガポールとブルネイの関係
シンガポールとブルネイの二国間関係について述べる。両国は高等弁務官の交換を行っており、高等弁務官事務所もまた互いに設置している（両国ともイギリス連邦の加盟国であるため「高等弁務官」は「特命全権大使」に「高等弁務官事務所」は「大使館」にそれぞれ相当する）。両国間の関係は非常に良好であり、防衛についても広範囲に渡って協力関係を築いている。また両国はASEANの加盟国でもある。

## 歴史
両国間の国交は1984年に樹立された。2012年にブルネイ国王ハサナル・ボルキアはシンガポール・エアショーのためシンガポールを訪問し、シンガポール首相リー・シェンロンと同元首相リー・クアンユーと会談した。なお、同じく2012年にシンガポールの閣僚テオ・チーヒエンがブルネイを訪問している。

## 貨幣・経済関係
両国間にはいくつかの了解覚書が交わされており、その中には貨幣に関するものも含まれている。そのためシンガポール・ドルとブルネイ・ドルは、価値が等価であるだけでなく両国間で互いに流通もしている。

## 防衛関係
シンガポール軍はしばらくの間ブルネイ軍の訓練を行っていたことがある。その見返りに、ブルネイはシンガポール軍の訓練地として自国の密林を提供している。両国は1994年から防空演習を行っており、これには王立ブルネイ空軍とシンガポール共和国空軍が参加する。

## 参照
1. 1 2 3 4 5  “Brunei-Singapore Relations”.  Ministry of Foreign Affairs and Trade (Brunei). 2014年2月22日時点のオリジナルよりアーカイブ。2014年2月8日閲覧。
2. 1 2  “Brunei and Singapore: Abiding ties of close neighbours”.  The Straits Times (2012年10月29日). 2014年2月8日閲覧。
3. ↑  Reading Room. “Currency Interchangeability Agreement - Brunei Notes and Coins”. 2016年4月25日閲覧。
4. ↑  “EX-DMOD HONOURED FOR EXCELLENT BRUNEI-SINGAPORE DEFENCE RELATIONS”.   Ministry of Defence Brunei Darussalam (2011年6月16日). 2014年2月8日時点のオリジナルよりアーカイブ。2014年2月8日閲覧。
5. ↑  https://www.todayonline.com/singapore/saf-soldiers-take-care-not-thrash-brunei-jungle-while-training-pm-lee